# Grande cinturão de bisões

Distribuição original de bisões do holoceno, da madeira e das planícies.
Bisão do holoceno
Bisão da madeira
Bisão das planícies

Grande Cinturão de Bisões ("Great Bison Belt" (em inglês)), é a designação de uma área de pastagens ricas que se estendia do Alasca ao Golfo do México por volta de 9.000 aC. O Grande Cinturão de Bisões era sustentado pelas chuvas da primavera e do início do verão, que permitiam o crescimento de gramíneas curtas. Essas gramíneas retêm sua umidade nas raízes, o que permitiu que ungulados como bisões encontrassem alimentos nutritivos de alta qualidade no outono.
Foram essas gramíneas que permitiram que a população de bisões prosperasse, pois eles eram capazes de receber todos os seus nutrientes das gramíneas baixas, ao contrário de outros animais da Idade do Gelo que se expandiram no período pós-glacial. Essa área era importante para os Paleo-indígenas das Planícies, que por volta de 8.500 aC passaram a caçar bisões em vez de caçar uma variedade mais ampla de alimentos.

## Antecedentes
Cerca de 50-75 milhões de anos atrás, rochas derretidas surgiram e formaram as cadeias de montanhas do oeste, incluindo Black Hills. Cerca de 10 milhões de anos atrás, forças geológicas moldaram o resto do Great Bison Belt, o maior bioma terrestre da América do Norte. Quando a época do Pleistoceno terminou há cerca de 10.000 anos, um clima mais quente e seco passou a dominar a região, tornando o bioma ideal para pastagens e vegetação. Antes da intervenção humana, o Grande Cinturão de Bisões incluía a maior parte dos atuais Estados Unidos, bem como partes do Canadá e do México. Estendeu-se do sul do México ao norte do Canadá e da Califórnia à Virgínia.

## Ambiente
O ambiente do Grande Cinturão de Bisões foi definido por baixa precipitação, normalmente menos de 24 pol. (610 mm) por ano. Em áreas mais secas, a precipitação anual foi inferior a 16 pol. (410 mm). A área também está instável e imprevisível. Períodos de seca podem ser rapidamente substituídos por chuvas excessivas. Houve diferenças regionais importantes para o meio ambiente. As planícies do sul, incluindo o Texas Panhandle, costumavam receber ventos maiores e menos precipitação do que as regiões ao norte, como Dakota do Sul e do Norte. Como resultado, as secas têm sido mais prevalentes nas regiões ao sul do Grande Cinturão de Bisões. As secas podem ser tão severas que os primeiros exploradores a chamaram de Grande Deserto Americano. As pradarias canadenses são semelhantes às pastagens das planícies americanas, embora os agricultores tenham desmatado grande parte da região e convertido pastagens em terras agrícolas. A área do norte de Alberta ao Alasca é composta principalmente por bosques e abrigava grupos menores de bisões florestais não migratórios.
As pastagens das planícies ocidentais eram o núcleo do Grande Cinturão de Bisões. As pastagens consistiam principalmente de grama azul (Bouteloua gracilis) e grama de búfalo (Bouteloua dactyloides). Essas gramíneas têm raízes profundas e densas e retêm grandes quantidades de água, o que as torna adequadas para sobreviver a dramáticas flutuações ambientais. A volatilidade, não o equilíbrio, definiu o ambiente natural do Grande Cinturão de Bisões.

## Papel do bisão

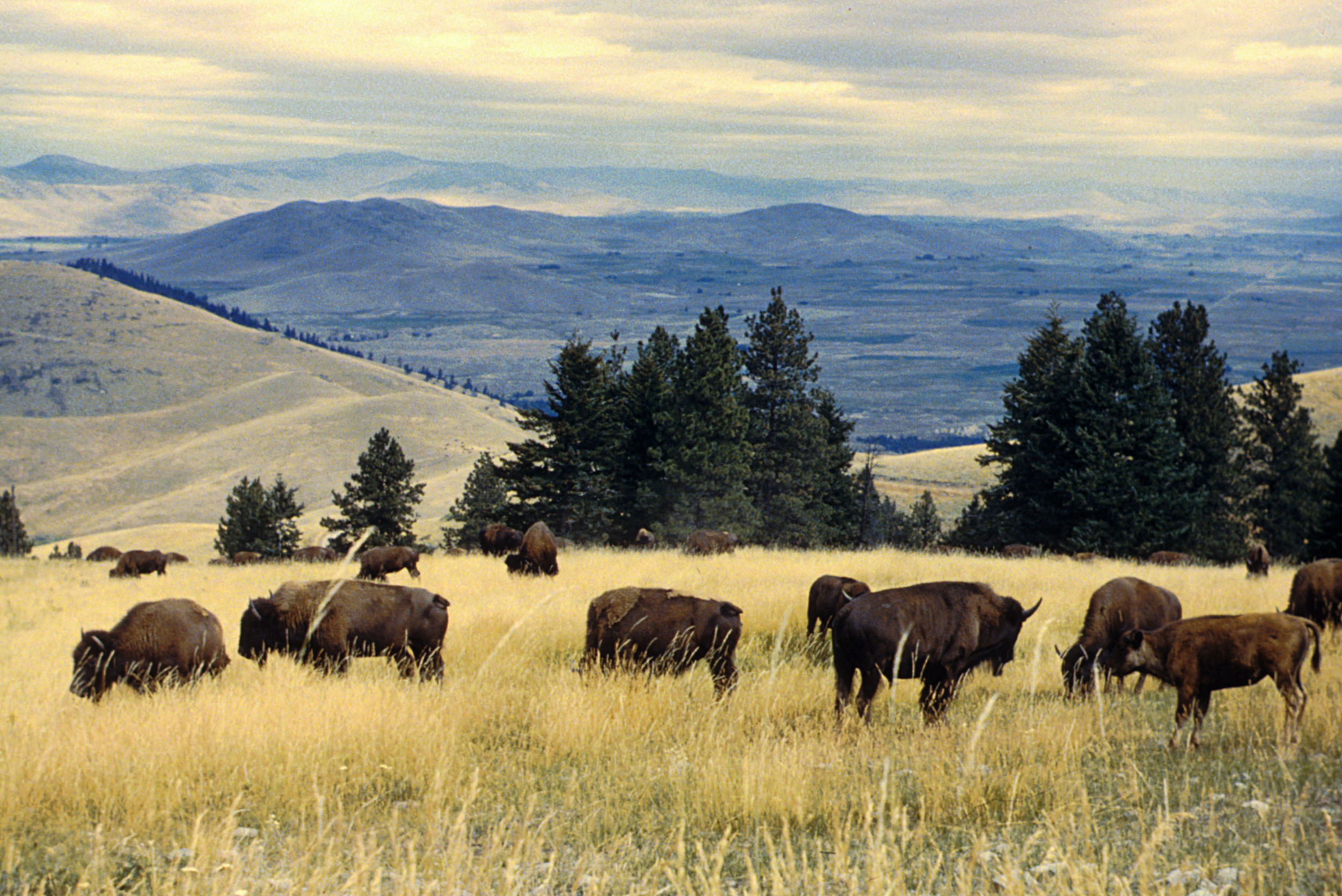
Rebanho de bisões pastando
no National Bison Range.

O bisão é o maior animal terrestre da América do Norte. Pode pesar até uma tonelada e já habitou todo o comprimento do Grande Cinturão de Bisões. Colonizadores ingleses viram bisões pela primeira vez no rio Potomac.
No auge, entre trinta e quarenta milhões de bisões vagavam pelo Grande Cinturão de Bisões. Os bisões são excelentes termorreguladores e suportaram com sucesso as condições ambientais mais adversas. A proporção de proteína para carboidrato na grama baixa fornecia uma dieta ideal para um grande número de bisões. Os humanos destruíram em grande parte a megafauna da América do Norte, eliminando a competição de recursos do bisão. Os excrementos e pastagens do bisão ajudaram na manutenção da grama saudável e preveniram a intrusão de gramas mais altas. O Grande Cinturão de Bisões sustentou numerosas espécies e ecossistemas complexos. Por exemplo, os bisões eram tão abundantes que no início do século XIX, estima-se que cerca de 1,5 milhão de lobos viviam no Grande Cinturão do Bisão, alimentando-se principalmente do bisão.

## Influência humana no Grande Cinturão de Bisões

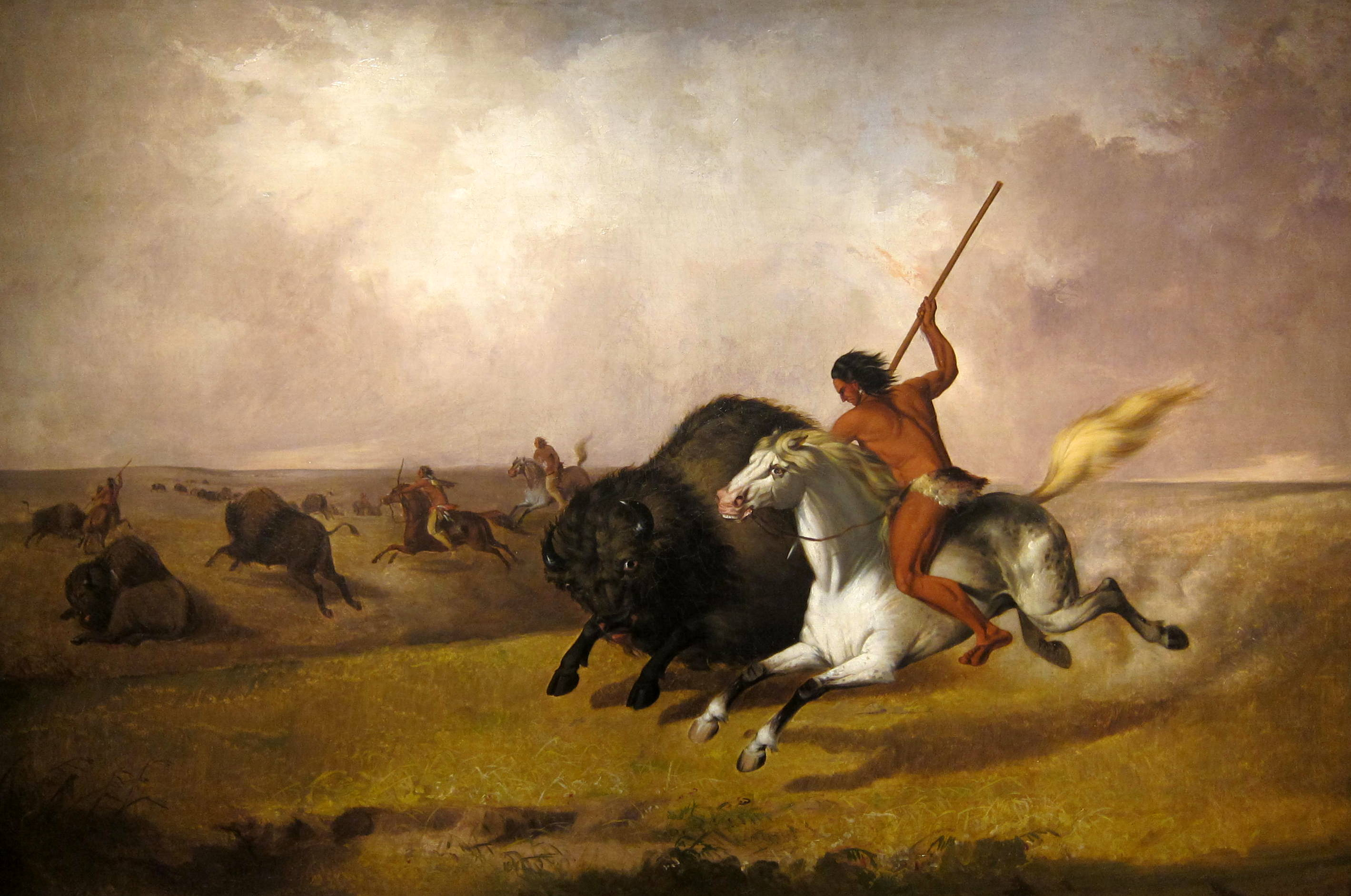
Caçada de bisões nas pradarias do sudoeste.

Os humanos alteraram a paisagem e os ecossistemas do Grande Cinturão de Bisões por milhares de anos. Eles removeram árvores, introduziram novas plantas, caçaram animais e plantaram safras. No entanto, as mudanças humanas mais significativas ocorreram nos últimos quatrocentos anos. A introdução da pecuária da Europa alterou completamente o ambiente natural. Trazidos pelos espanhóis nos anos 1500, os cavalos se espalharam pelas planícies por meio de complexas redes de comércio. Os cavalos eram adequados para o ambiente do Grande Cinturão de Bisonte e proliferaram rapidamente. Os nativos das planícies os adotaram avidamente, usando-os para perseguir os rebanhos de bisões ao longo do Grande Cinturão de Bisões o ano todo. Algumas sociedades foram radicalmente alteradas, pois adotaram totalmente um estilo de vida semi-nômade. No início do século XIX, cerca de 60.000 nativos das planícies possuíam entre 300.000 e 900.000 cavalos. Isso foi além de mais de dois milhões de cavalos selvagens. Os cavalos pressionam o bisão de duas maneiras. Primeiro, eles competiram com o bisão para pastar, reduzindo a capacidade de carga do Grande Cinturão de Bisões. Em segundo lugar, eles permitiram que os nativos das planícies matassem bisões em uma taxa muito maior do que antes da adoção de cavalos.

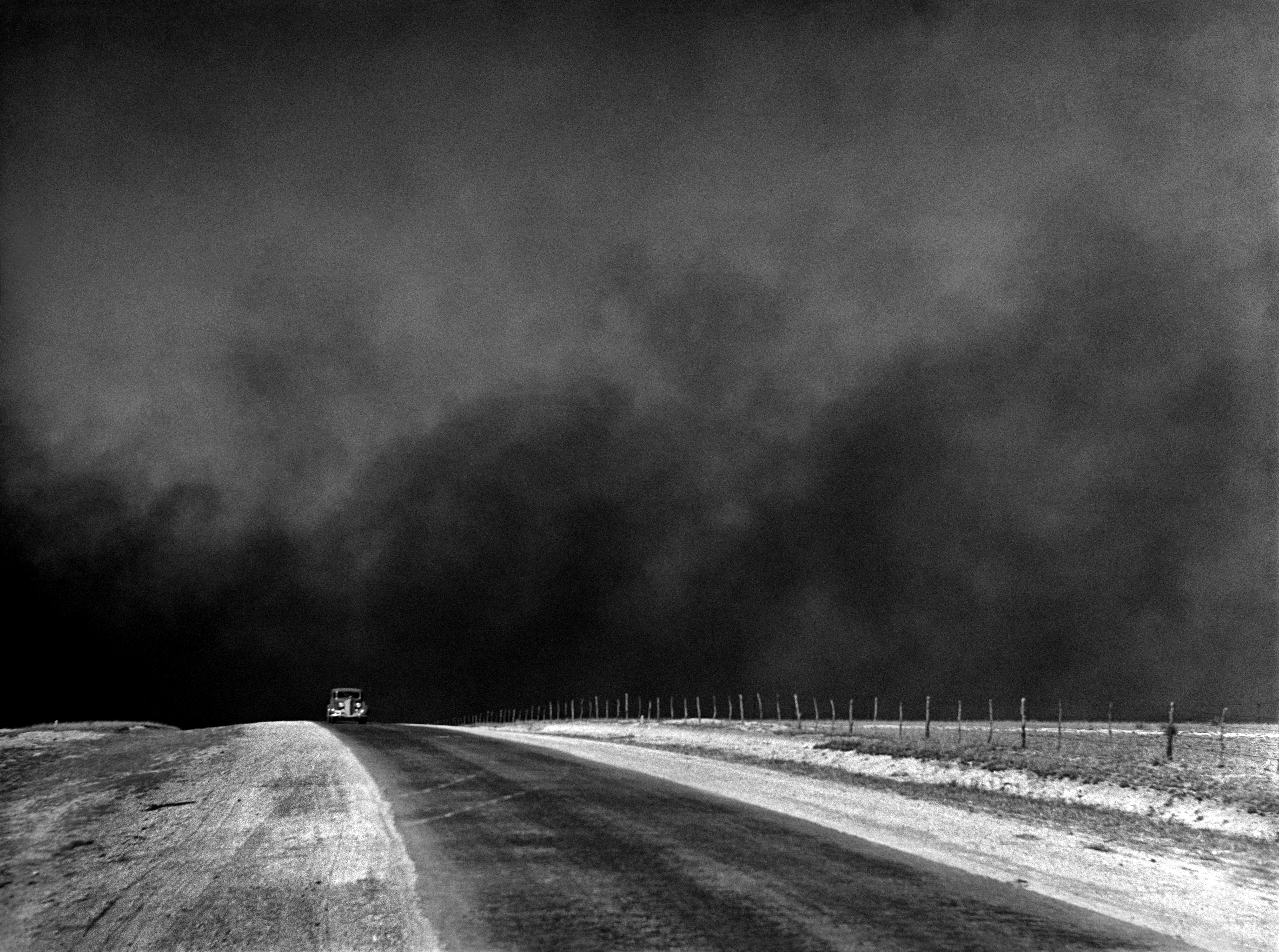
"Dust Bowl", Texas Panhandle.

Na década de 1840, os nativos das planícies estavam matando o bisão em uma taxa maior. Eles mataram cerca de 500.000 bisões para subsistência, além de 100.000 para o comércio com os mercadores americanos do leste. Ao mesmo tempo, o desmatamento ao norte e leste combinou-se com o crescimento do mercado de gado ao sul, colocando uma pressão ainda maior sobre o bisão. Finalmente, os caçadores comerciais na década de 1870 caçaram o bisão quase até a extinção. Entre 1872 e 1874, os caçadores de peles mataram mais de quatro milhões de bisões, enquanto os nativos das planícies mataram mais de um milhão.
A destruição do bisão teve graves consequências para os ecossistemas do Grande Cinturão de Bisões. As gramíneas curtas resilientes foram dominadas pelas gramíneas altas, menos estáveis, mas agressivas. O gado logo substituiu o bisão como o principal consumidor das pastagens. Em 1900, cerca de 30 milhões de animais viviam no Grande Cinturão de Bisões. O gado rapidamente pastou em grandes seções do Grande Cinturão de Bisões. A situação era tão grave que a quantidade de terra necessária para manter o gado aumentou dez vezes. O gado iniciou um processo de desnudamento das planícies e alteração dos ecossistemas do oeste.

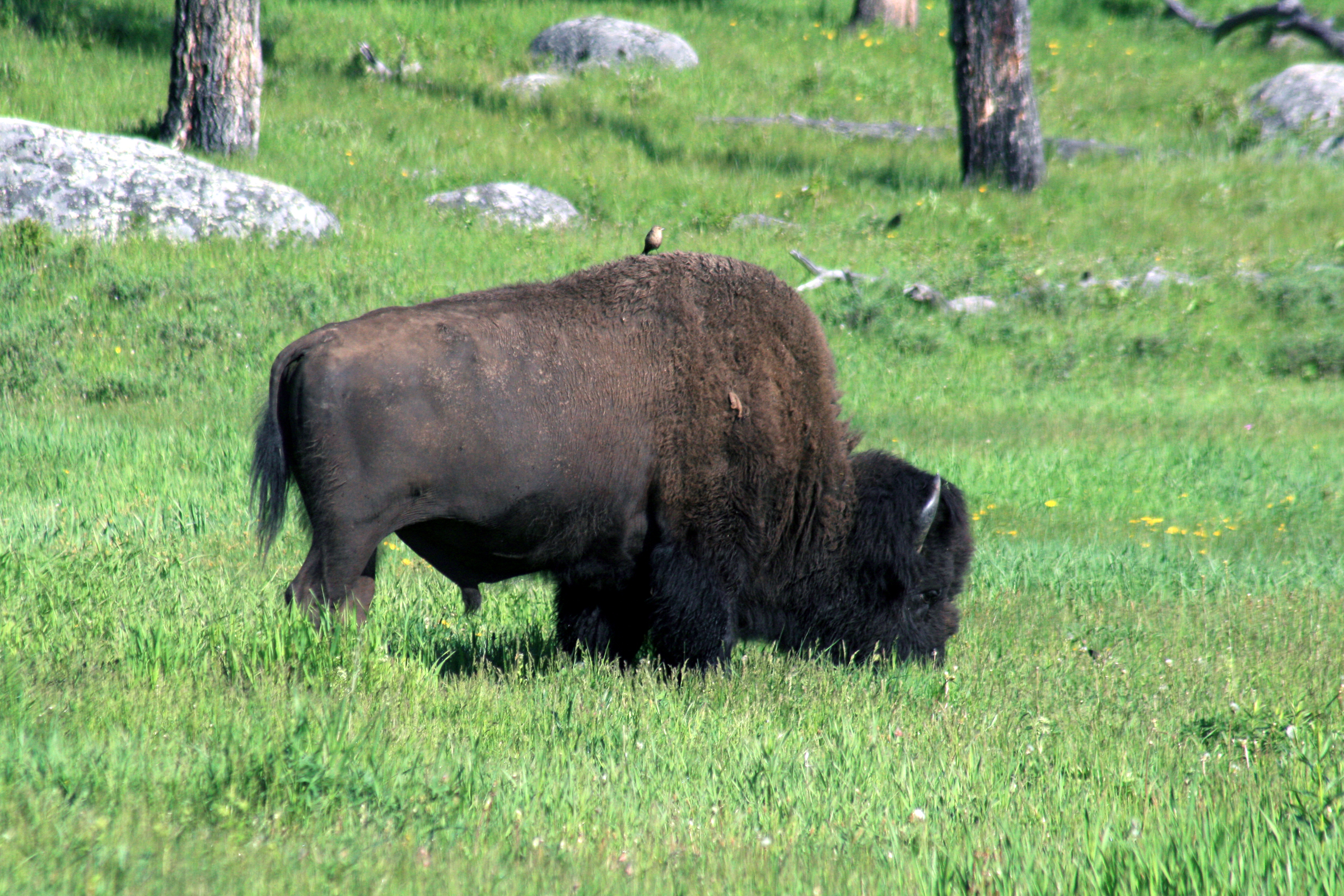
Um bisão em Yellowstone.

A última grande mudança no Grande Cinturão de Bisões foi a agricultura. As pastagens logo provaram ser uma área hospitaleira para o cultivo de trigo. Os fazendeiros e proprietários rurais removeram a grama e o gramado para dar lugar a terras agrícolas. Esta prática perturbou os ecossistemas, levando a uma explosão nas populações de gafanhotos e outras pragas. A destruição das pastagens foi extensa. Nas planícies do sul dos Estados Unidos, três milhões de acres de pastagem foram reduzidos para 450.000 acres de pastagem em 1926. A destruição das pastagens levou ao "Dust Bowl" da década de 1930, um dos piores desastres ecológicos da história. Em 1935, 850 milhões de toneladas de solo superficial explodiram. A poeira foi carregada até o Oceano Atlântico. Desde então, o Grande Cinturão de Bisões tem sido apoiado por esforços governamentais de conservação do solo, mas as pastagens nunca se recuperaram totalmente.

## O Grande Cinturão de Bisões hoje
O Grande Cinturão de Bisões continua a ser um celeiro para a América do Norte, com terras agrícolas a leste e gado a oeste. Os bisões se recuperaram um pouco no Parque Nacional de Yellowstone, onde seus números atingiam entre dois e quatro mil na década de 1990. Com a reintrodução dos lobos, os bisões são mais uma vez parte de um ecossistema complexo e saudável. O Grande Cinturão de Bisões foi uma característica central da história americana e continua a ser um dos biomas mais importantes até hoje.